# Universidad de Camerino
La Universidad de Camerino ( en italiano: Università degli Studi di Camerino ) es una antigua universidad ubicada en la ciudad italiana de Camerino. Fundada en 1337, solo fue reconocida oficialmente por el Papado en 1723. Está organizada en cinco facultades.

## Historia
Durante el siglo XIII, Camerino se convirtió en un centro de aprendizaje y de estudio, con títulos en derecho civil, derecho canónico, medicina y estudios literarios.  A petición de Gentile III da Varano, Gregorio XI emitió el edicto papal del 29 de enero de 1367, dirigido al municipio y al pueblo, autorizando a Camerino a conferir los grados de bachiller y doctor con autoridad apostólica, si bien solo en estudios jurídicos y por un período limitado. Hacia 1600, Camerino perdió su importancia como centro político y su primitiva universidad decayó. 
En 1723, Benedicto XIII fundó la Universitas Studii Generalis con las facultades de teología, jurisprudencia, medicina y matemáticas. El 13 de abril de 1756 la validez de los títulos de Camerino se extendió a todo el territorio del Sacro Imperio Romano Germánico y el título de conde palatino fue otorgado al vicecanciller. En 1871, tras la anexión por el Reino de Italia, la universidad fue proclamada "libre" y permaneció así hasta 1959, cuando se convirtió en universidad estatal. 

## Organización
Cuenta con cinco facultades en las que se divide la universidad:
- Escuela de Arquitectura y Diseño (situada en Ascoli Piceno )
- Facultad de Derecho
- Facultad de Farmacia
- Escuela de Ciencia y Tecnología
- Facultad de Biociencias y Medicina Veterinaria

## Campus
Ubicado al norte de Camerino, en el límite de la ciudad, cuenta con apartamentos para dos o más personas, cada uno con dormitorios separados, cocina y baño. Un autobús lanzadera (línea regular de autobús) lleva a los estudiantes con un billete de autobús Unicam al centro de la ciudad.